# Stylebender
Stylebender ist ein Dokumentarfilm von Zoe McIntosh über den Champion der Ultimate Fighting Championship Israel Adesanya. Der Film feierte im Juni 2023 beim Tribeca Film Festival seine Premiere.

## Inhalt und Biografisches

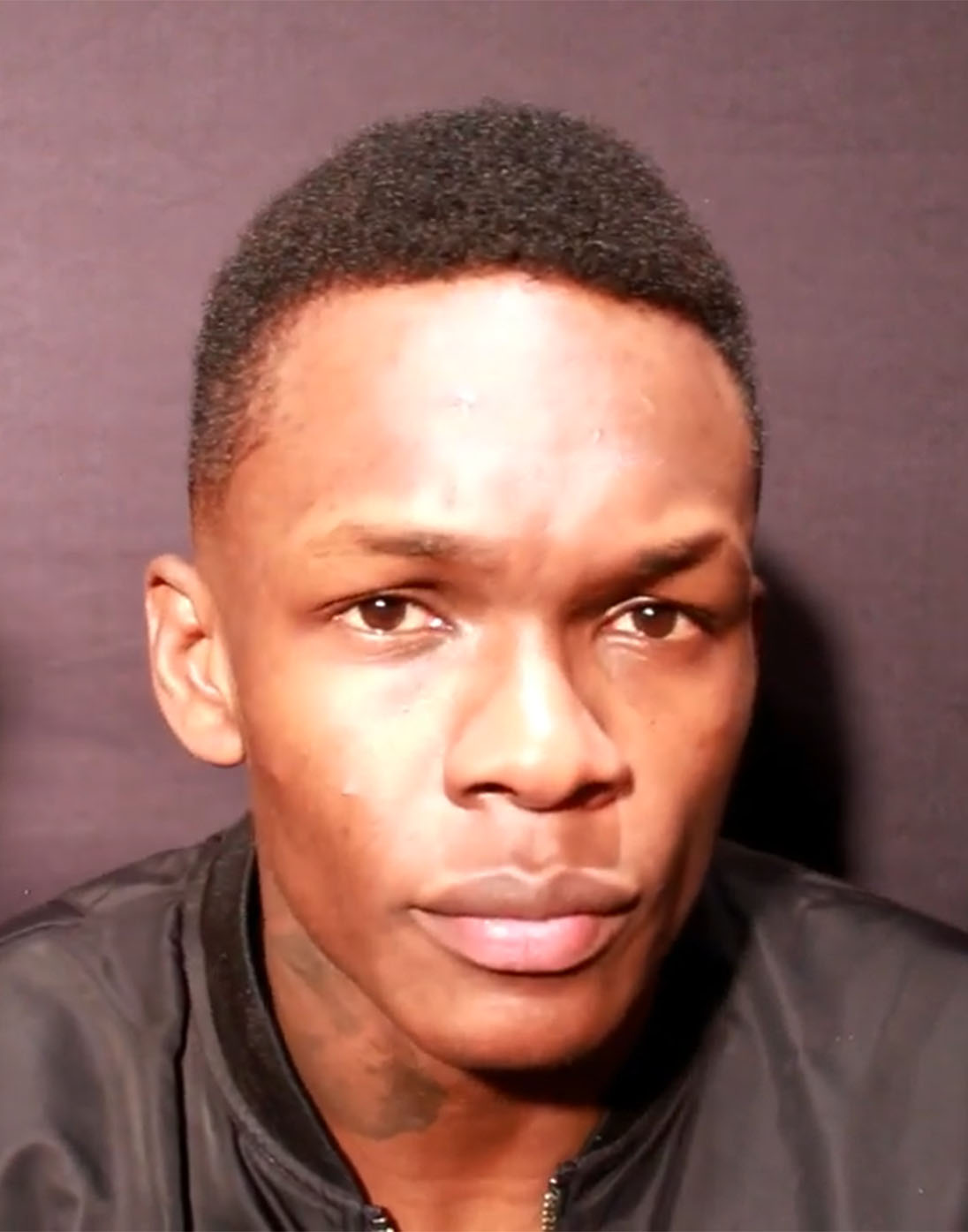
Der amtierende Champion der Ultimate Fighting Championship Israel Adesanya

Israel Adesanya ist ein neuseeländischer Mixed-Martial-Arts-Kämpfer nigerianischer Herkunft. Der Kickboxer und Boxer ist ehemaliger Champion der Ultimate Fighting Championship im Mittelgewicht. Sein Kampfname ist „The Last Stylebender“.

## Produktion
Regie führte Zoe McIntosh, es handelt sich nach Lost in Wonderland, The Deadly Ponies Gang und Boys on Film 20: Heaven Can Wait um ihren dritten Langfilm. Ihr Kurzfilm The world in your window von 2017 mit Joe Folau, David Lolofakangalo Rounds und Lena Regan wurde beim New Zealand International Short Film Festival mit dem Publikumspreis ausgezeichnet und wurde bei einer Reihe weiterer internationaler Filmfestivals gezeigt. Das Drehbuch für Stylebender schrieb sie gemeinsam mit Brendan Donovan und Tom Blackwell.
Die Premiere fand am 11. Juni 2023 beim Tribeca Film Festival statt. Ende September, Anfang Oktober 2023 wurde Stylebender beim Zurich Film Festival gezeigt. Ab Anfang April 2024 wurde der Film beim Sarasota Film Festival vorgestellt. Die Rechte am Film für Nordamerika sicherte sich Gravitas Ventures.

## Auszeichnungen
Tribeca Film Festival 2023
- Nominierung im Documentary Competition[1]